# باکائو
شهر باکائو (به رومانیایی: Bacău) در شهرستان باکائو در کشور رومانی واقع شده‌است. جمعیت این شهر ۱۷۵٬۵۰۰ نفر است. در ارتفاع ۱۶۵ متر از سطح دریا واقع شده‌است.

## نگارخانه

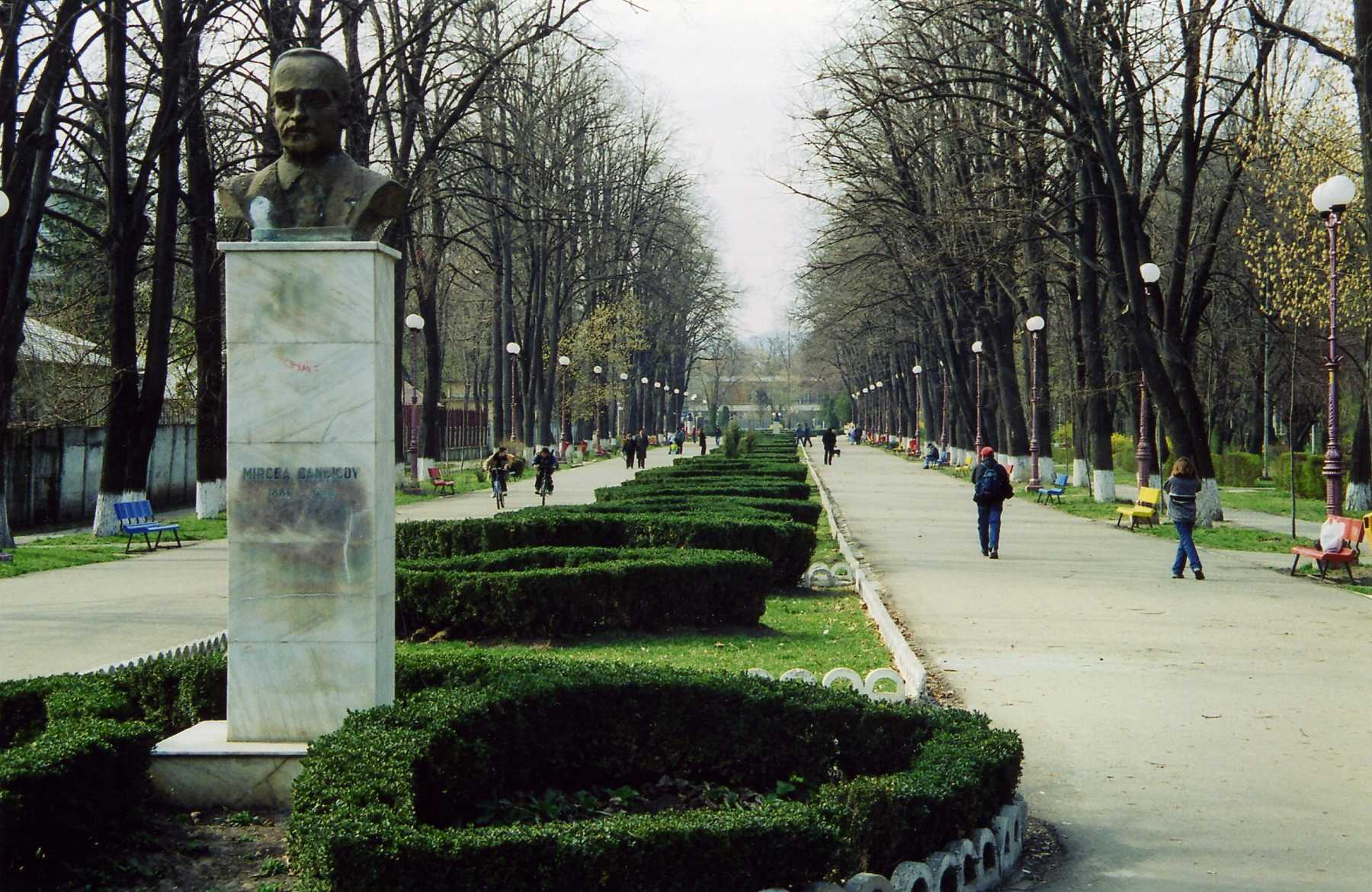
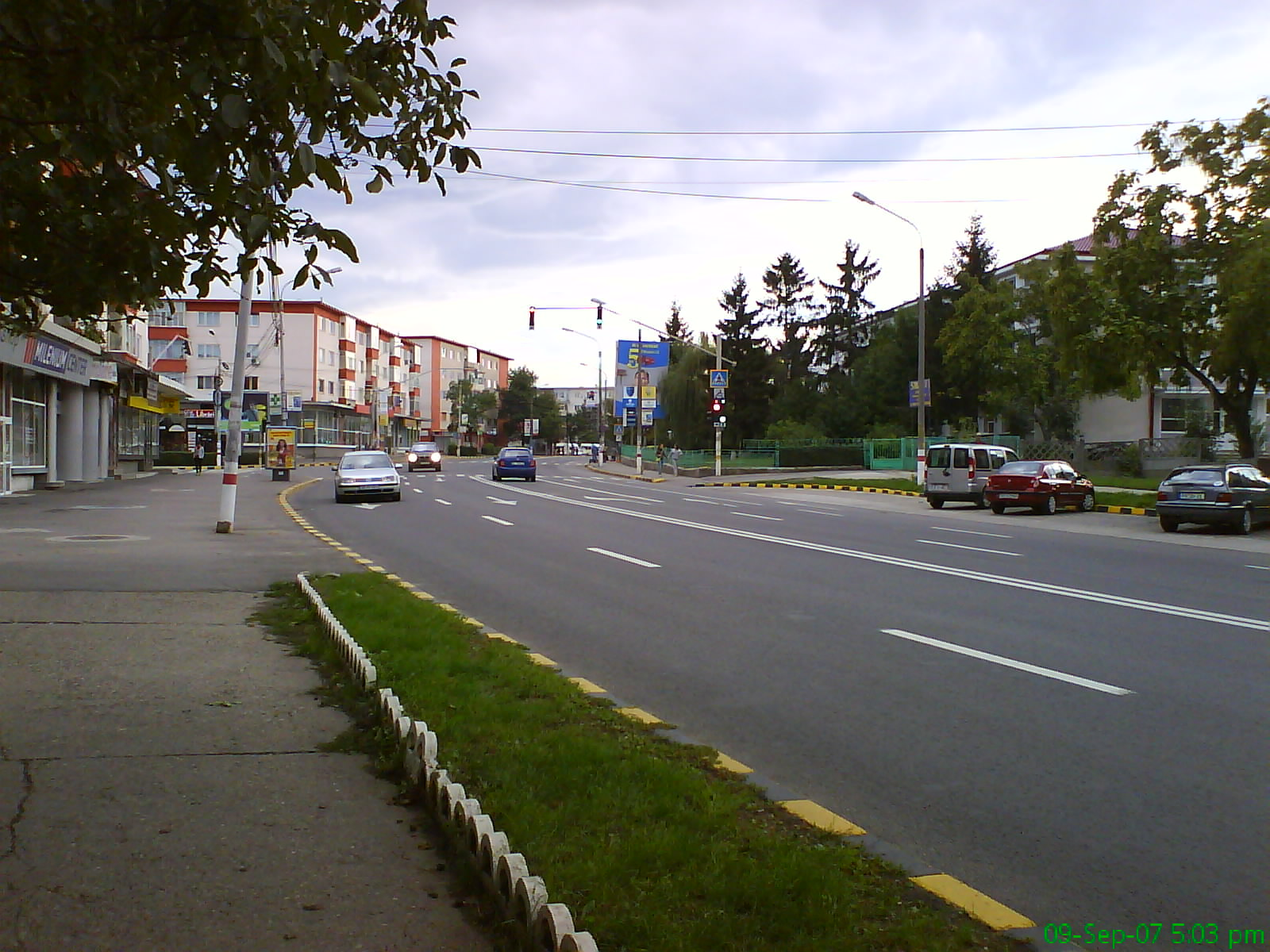